# 安托法加斯塔大区
安托法加斯塔区（西班牙語：Región de Antofagasta）是智利16个大区之一，北邻塔拉帕卡大区，南邻阿塔卡马大区。该区下设托科皮亚、洛阿和安托法加斯塔三省。
當地是1879年太平洋戰爭後由玻利維亞割讓得來的。